# Piotr Cartman
Piotr Cartman – polski raper i autor tekstów.   
Cartman ukrywa swoją tożsamość i nie pokazuje twarzy. Jego pseudonim nawiązuje do fikcyjnej postaci Erica Cartmana z South Parku, którego możemy zobaczyć m.in. w klipach i animacjach jego utworów.
31 lipca 2020 wydał swój pierwszy album studyjny pt Strefa dyskomfortu. W czerwcu 2022 opublikował drugi album pt Czerń. Jego pierwszy minialbum Rdza wydany został 15 grudnia 2023.

## Dyskografia

### Albumy
Albumy studyjne
| Rok  | Album                                                                                      | Pozycja na liście |
| Rok  | Album                                                                                      | POL               |
| ---- | ------------------------------------------------------------------------------------------ | ----------------- |
| 2020 | Strefa dyskomfortu - Data: 31 lipca 2020 - Wydawnictwo: QueQuality - Format: CD, streaming | 2                 |
| 2022 | Czerń - Data: 24 czerwca 2022 - Wydawnictwo: Brain Dead Familia - Format: CD, streaming    | 3                 |
| 2024 | Plaga - Data: 15 listopada 2024 - Wydawnictwo: Brain Dead Familia - Format: CD, streaming  |                   |

Minialbumy
| Rok  | Album                                                                                  |
| ---- | -------------------------------------------------------------------------------------- |
| 2023 | Rdza - Data: 15 grudnia 2023 - Wydawnictwo: Brain Dead Familia - Format: CD, streaming |

### Single
| Rok  | Tytuł                      | Certyfikat          | Album              |
| ---- | -------------------------- | ------------------- | ------------------ |
| 2019 | „Zaufanie”                 |                     | Strefa dyskomfortu |
| 2019 | „Styxbottledwater”         |                     | Strefa dyskomfortu |
| 2019 | „Pod palcami”              | - ZPAV: złota płyta | Strefa dyskomfortu |
| 2019 | „Black Belt”               |                     | Strefa dyskomfortu |
| 2019 | „Berserk”                  |                     | Strefa dyskomfortu |
| 2019 | „BadTrip”                  |                     | Strefa dyskomfortu |
| 2020 | „Kortyzol”                 |                     | Strefa dyskomfortu |
| 2020 | „Dr. Hyde”                 |                     | Strefa dyskomfortu |
| 2020 | „Matthew Perry”            |                     | Strefa dyskomfortu |
| 2020 | „#hot16challenge2”         |                     | Singel niealbumowy |
| 2022 | „Babadook”                 |                     | Czerń              |
| 2022 | „Creepy Flex” (gość. Słoń) |                     | Czerń              |
| 2023 | „Pagan Ghost”              |                     | Rdza               |